# La Rosa Blanca
|  | Per a altres significats, vegeu «La rosa blanca (obra de teatre)». |

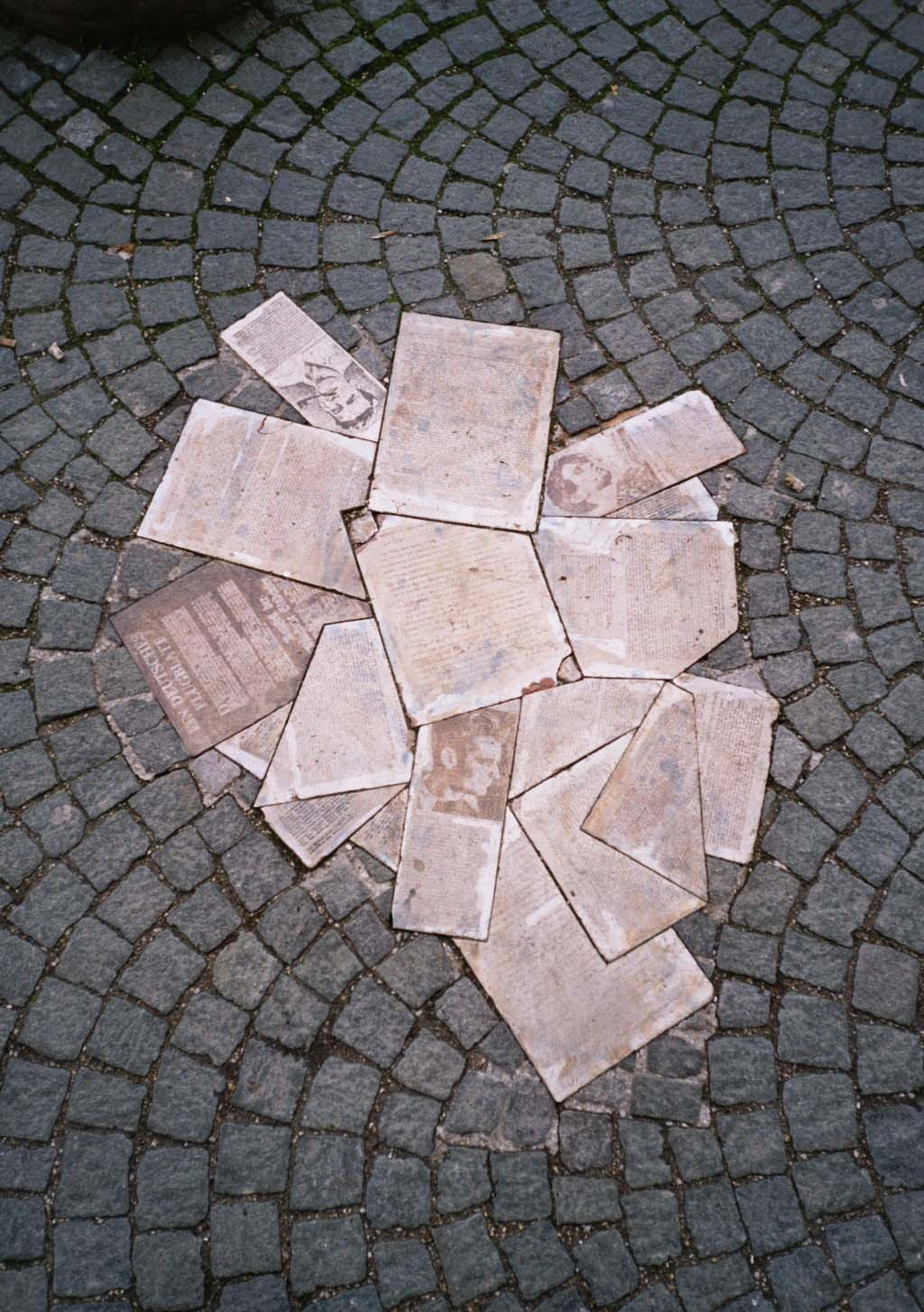
Monument a la "Weisse Rose" davant de la Universitat de Ludwig Maximilian de Múnic

La Rosa Blanca (en alemany, Die Weisse Rose) va ser un grup creat per uns estudiants de Múnic i organitzat a Alemanya durant la Segona Guerra Mundial que advocava per la resistència no-violenta contra el règim nazi. El grup va distribuir sis sèries de fullets entre juny de 1942 i febrer de 1943. Una setena tanda, que podria haver estat preparada, mai no va arribar a ser repartida, ja que el grup va ser capturat per la Gestapo.

## Persones vinculades
La Rosa Blanca estava formada per cinc estudiants, tots ells al voltant dels vint anys, de la Universitat de Múnic. Els germans Hans i Sophie Scholl lideraven la resta del grup, que incloïa Christoph Probst, Alexander Schmorell i Willi Graf. Van ser units per un professor, Kurt Huber, que va preparar les dues últimes sèries de fullets.
Van comptar també amb el suport d'altres persones, com Hans Conrad Leipelt, Marie-Luise Jahn, Hans Hirzel, Susanne Hirzel, Heinz Brenner, Franz J. Müller, Eugen Grimminger i Falk Harnack, posteriorment conegut director de cinema. També van rebre ajut Harald Dohrn, sogre de Christoph Probst, l'arquitecte Manfred Eickemeyer, en l'estudi del qual es va reunir el grup, el pintor Wilhelm Geyer, que va llogar l'estudi de Eickemeyer i va donar la clau a Hans Scholl, així com el llibreter Josef Söhngen, els soterranis del qual van servir com magatzem pels fullets.

## Història i origen

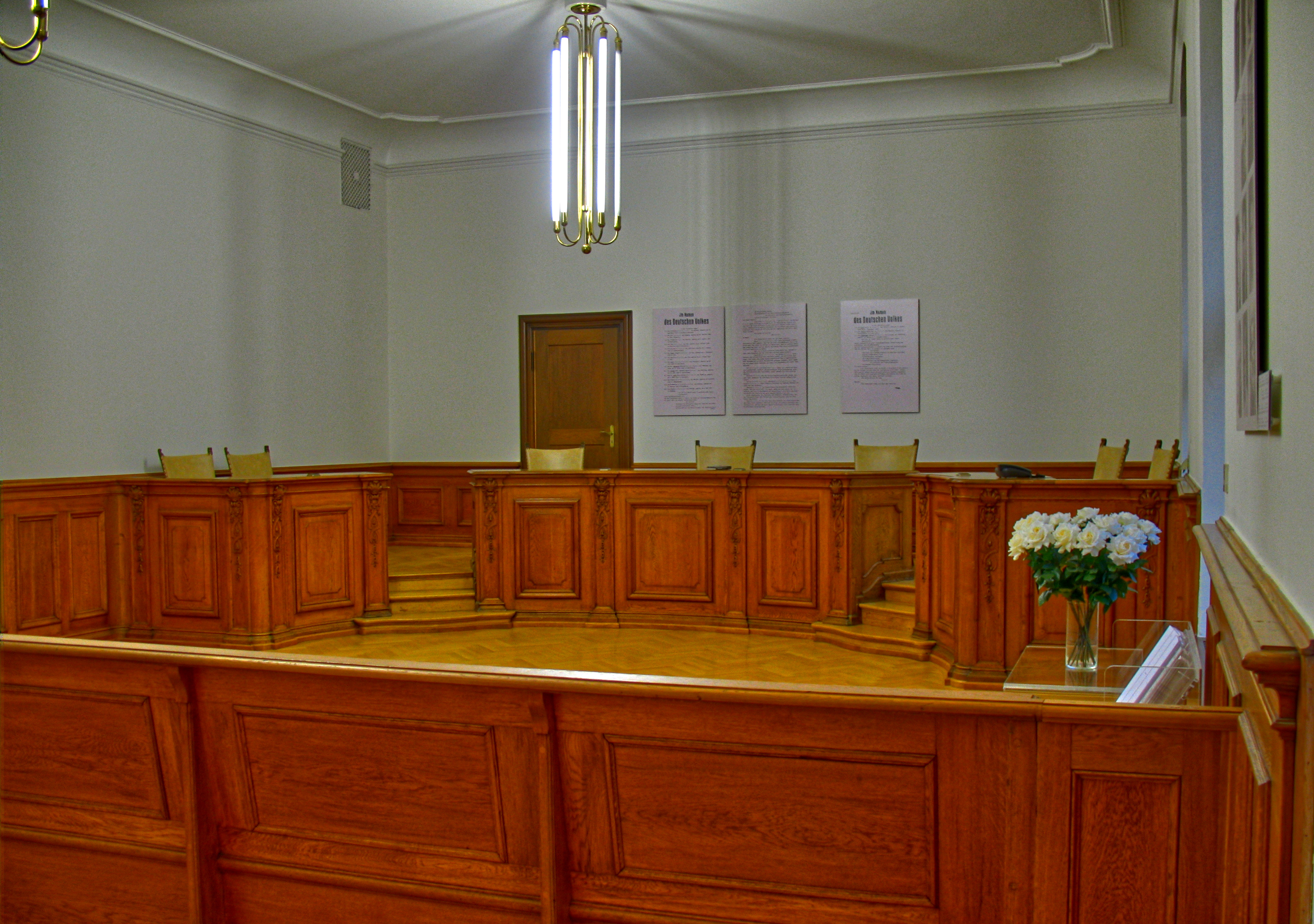
Alemanya, Baviera, Munic, Palau de Justícia, Sala 253, Exposició permanent sobre la "Rosa Blanca"

Durant l'any 1941, Sophie Scholl va llegir una còpia del sermó que havia fet el bisbe Von Galen en contra del programa d'eugenèsia i eutanàsia estatal que el govern nacionalsocialista estava fent. Sophie va demanar permís per distribuir el sermó redactat per la universitat i el va obtenir.
Els nois de la Rosa Blanca eren ja veterans de guerra, ja que havien lluitat tant al front francès com en el Front Oriental. Havien estat testimonis de les atrocitats alemanyes, tant en el camp de batalla com en l'Holocaust, i eren conscients que la derrota que la Wehrmacht havia sofert a Stalingrad podrien finalment portar Alemanya a la derrota. Rebutjaven el militarisme prussià de l'Alemanya del Tercer Reich i creien en una Europa federada, adherida als principis cristians de la tolerància i la justícia. Citant àmpliament la Bíblia, Lao Tse, Aristòtil i Novalis, així com a Goethe i Friedrich von Schiller, apel·laven la intel·lectualitat alemanya, creient que aquesta s'oposaria per principi al nazisme. Al principi, els fullets es van distribuir mitjançant trameses massives per correu, en diferents ciutats de Baviera i Àustria, ja que creien que el sud d'Alemanya seria més receptiu al seu missatge antimilitarista.
Després d'un ampli interval d'inactivitat, després de la segona meitat de juliol de 1942, la Rosa Blanca va prendre una postura més enèrgica contra Hitler el febrer de 1943, repartint les dues últimes sèries de fullets i pintant eslògans anti-nazis arreu de Múnic, principalment a les portes de la Universitat. L'última distribució va tenir lloc a la Universitat el 18 de febrer de 1943. Amb la majoria dels fullets ja repartits en llocs importants, Sophie Scholl va prendre la decisió de pujar les escales fins dalt de l'atri i llançar els últims fullets sobre els estudiants. Va ser vista per un conserge, que era membre del partit nazi, i la va arrestar junt amb el seu germà. Els altres membres actius van caure aviat en batudes posteriors, i tant el grup com tots aquells que hi estaven relacionats van ser detinguts i interrogats.
Sota la interrogació de la Gestapo, Hans Scholl va donar diverses explicacions de l'origen del nom La Rosa Blanca i va suggerir que el va escollir ell mentre era sota la influència emocional d'un poema de segle xix, del poeta alemany Clemens Brentano, que tenia aquest mateix nom. De fet, sobre la creació del nom, aquesta és l'opinió més acceptada pels erudits i el públic alemany. Abans que es fessin públiques aquestes transcripcions Gestapo, Annette Dumbach i el Nounat Jud van especular, de forma vaga, que l'origen podria haver vingut d'una novel·la alemanya Die Weißi, Es va elevar - la Rosa Blanca, publicada a Berlín en 1929 i escrita per la B. Traven, l'autor alemany de El Tresor de Mare Sierra. Dumbach y Newborn deien que havia alguna possibilitat que Hans Scholl y Alex Schmorell l'haguessin llegit. També van ser ells dos els que van escriure que el símbol de la rosa blanca el van prendre per tal de representar la puresa i la innocència enfront del mal.
Els germans Scholl i Probst van ser els primers a comparèixer davant del tribunal, el 22 de febrer de 1943. Se'ls va trobar culpables de traïció. Roland Freisler (el Jutge Suprem del Tribunal del Poble d'Alemanya) els condemnà a ser executats a la guillotina aquell mateix dia. Els altres membres clau del grup també van ser decapitats més tard aquell estiu. Amics i col·legues de la Rosa Blanca, els que havien ajudat en la preparació, la distribució dels fullets i la recaptació de diners per a la vídua i fills petits de Probst, van ser sentenciats a penes de presó d'entre sis mesos i deu anys.
Amb la caiguda de l'Alemanya nazi, la Rosa Blanca va passar a representar l'oposició a la tirania en la memòria col·lectiva alemanya, ja que mai no havia tingut interès en el poder personal. La seva història es va fer tan coneguda que el compositor Carl Orff va declarar (segons alguns, falsament) als seus interrogadors aliats, que va ser un membre fundador de la Rosa Blanca, i per això fou alliberat. Encara que coneixia personalment a Huber, no es tenen altres indicis (llevat de les paraules del mateix Orff) que estigués realment involucrat en el moviment.

## Commemoracions
La plaça davant de la Universitat de Múnic s'anomena Geschwister-Scholl-Platz, en català, Plaça dels germans Scholl, una altra plaça que hi comunica s'anomena Professor-Huber-Platz. Hi ha dues grans fonts davant de la universitat, una a cada costat de la Ludwigstraße. La font davant de la universitat està dedicada a Hans i Sophie Scholl. L'altre, a l'altre costat del carrer, està dedicada al Professor Huber. Moltes escoles, carrers i altres llocs d'Alemanya prenen el nom dels membres de la Rosa Blanca.

## Cultura
- Sophie Scholl - Die letzten Tage (Sophie Scholl - Els darrers dies, 2005). Direcció: Marc Rothemund (pel·lícula)